# 伊萬恰尼
49°45′0″N 25°36′56″E / 49.75000°N 25.61556°E
伊萬恰尼（烏克蘭語：Іванчани），是烏克蘭的村落，位於該國西部捷爾諾波爾州，由捷尔诺波尔区負責管轄，面積1.9平方公里，2001年人口695，人口密度每平方公里365.8人。